# Rattus bontanus
Rattus bontanus es una especie de roedor de la familia Muridae.

## Distribución geográfica
Es endémica del sudoeste de Célebes (Indonesia). 